# آشیا، هیوگو
آشیا در استان هیوگو در کشور ژاپن  واقع شده است  که دارای جمعیت ۹۲٬۸۲۸ نفر و مساحت ۱۸٫۴۷ کیلومتر مربع با تراکم جمعیت ۵٬۰۲۶  نفر در کیلومترمربع است و در تاریخ ۱۰ نوامبر ۱۹۴۰ به عنوان شهر شناخته شد.